# Analerotik
Als Analerotik beschrieb Freud in seinem 1908 veröffentlichten Werk Charakter und Analerotik zwanghafte Tugenden aus „libinösen Tendenzen“, die in einer Zwangsneurose münden können. In seiner Psychoanalyse bezieht er sich dabei auf die infantilen Phasen der psychosexuellen Entwicklung („anale Phase“). Demzufolge sind der After und die Darmschleimhaut erogene Zonen, die der Säugling in autoerotischer Weise im Rahmen der ganz normalen Entwicklung für sich entdeckt und sich im Sinne eines Lustgewinns („Halten und Hergeben“) zunutze macht. Die Reinlichkeitserziehung führt in der Regel zur vollständigen Verdrängung der Analerotik, sodass Erwachsene nur selten die Afterzone als erogen empfinden. Verschiedene Abwehrmechanismen wie die Sublimierung und Reaktionsbildung können somit aus der verdrängten infantilen Analerotik beim Erwachsenen zu neurotischen Symptomen führen. Freud ordnete Charaktereigenschaften wie Ordnungsliebe, Sparsamkeit oder Eigensinn des erwachsenen Menschen in diesem Sinne den frühkindlichen Fixierungen analer Reizempfindungen, möglicherweise infolge einer zu strengen bzw. zu frühen Reinlichkeitserziehung, zu. Er prägte in diesem Zusammenhang den Begriff Analcharakter. Wichtige Beiträge zur Weiterentwicklung der psychoanalytischen Charakterologie lieferten die Psychoanalytiker Ernest Jones, Karl Abraham und Wilhelm Reich und Isidor Sadger (vgl. Literatur).

Karl Abraham fasst das Konzept der Analerotik folgendermaßen zusammen:  
„Freud’s erste Beschreibung des analen Charakters besagte daß gewisse Neurotiker drei Charakterzüge in besonderer Ausprägung darbieten: eine Ordnungsliebe, die oft in Pedanterie ausarte, eine Sparsamkeit, die leicht in Geiz übergehe, und einen Eigensinn, der sich zu heftigem Trotz steigere. Er stellte fest, daß bei solchen Individuen die primäre Lust an der Darmentleerung und ihren Produkten besonders betont war. Er ermittelte, daß die Koprophilie dieser Personen nach gelungener Verdrängung sublimiert werde zu einer Lust am Malen, Modellieren und ähnlichen Tätigkeiten, oder daß sie auf dem Wege der Reaktionsbildung in einen besonderen Drang nach Reinlichkeit übergehe. Endlich betonte er die unbewußte Gleichsetzung des Kotes mit Geld oder anderen Kostbarkeiten. Sadger fügte neben andern die Beobachtung hinzu, daß Personen mit ausgeprägtem Analcharakter der Überzeugung zu sein pflegen, sie könnten alles besser machen als irgend ein anderer. Auch verwies er auf eine Gegensätzlichkeit in ihrem Charakter: große Beharrlichkeit finde sich neben der Neigung, jede Leistung bis zum letzten Augenblick hinauszuschieben.“ 